# Golf de Rigenée
De Golf de Rigenée is een Belgische golfclub in Villers-la-Ville in Waals-Brabant.
Het domein van 75 hectare is eigendom van Caroline en Manu Descampe. Zij lieten door de golfbaanarchitect Paul Rolin een baan bouwen die in 1982 gereed was.

## Bekende (oud-)leden
- Bénédicte Toumpsin, speelster op de Ladies European Tour